# 布丘
布丘，是匈牙利沃什州所辖的一个村，总面积16.54平方公里，总人口594，人口密度35.9人/平方公里（2010年1月1日）。